# Styrofoam (musicien)
Pour les articles homonymes, voir Styrofoam (homonymie).
Styrofoam (4 novembre 1973,,) est le projet solo du musicien de musique électronique belge Arne Van Petegem (glitch).

## Discographie

### Albums
- The Point Misser (Morr Music, 2000)
- A Short Album About Murder (Morr Music, 2000)
- I'm What's There to Show That Something's Missing (Morr Music, 2003)
- Nothing's Lost (Morr Music, 2004)
- The Same Channel (en collaboration avec Fat Jon ; Morr Music, 2006)
- A thousand words (Nettwerk, 2008)

### Maxis et singles
- Rocket Racer 7" Box Set (2000)
- To Simply Lie Here and Breathe (2002)
- Dntel / Styrofoam Split Single (2002)
- Rocket Racer 20 (2002)
- A Heart Without a Mind (2004)

### Remixes
- Postman (Styrofoam's just like the Nineties never happened mix) and We're Computerizing and We Just Don't Need You Anymore (Styrofoam's Freezer burn mix) sur Updates par The American Analog Set (2001)
- Please Sing My Spring Reverb (styromix) sur Please Smile My Noise Bleed par múm (2001)
- A New Start (Styrofoam remix) sur The Academix Rise of Falling Drifters par Giardini di Mirò (2002)
- Casio (Styrofoam remix) sur Mixed Signals par Tristeza (2002)
- Marianengraben (Styrofoam remix) sur Marianengraben par Zorn (2003)
- What I Want (styrofoam's perfect time mix) sur Over The Edge par The Go Find (2004)